# 3 Oddział NKWD Białoruskiej Socjalistycznej Republiki Radzieckiej
3 Oddział NKWD Białoruskiej Socjalistycznej Republiki Radzieckiej – jeden z oddziałów NKWD operujących na terenie Białoruskiej Socjalistycznej Republiki Radzieckiej.
Pewne jest, iż w latach 30. XX wieku naczelnik 3 Oddziału NKWD BSSR A. M. Gepsztajn brał osobiście udział w torturowaniu polskich duchownych katolickich, m.in. Jana Borowika i Adama Puczkara-Chmielewskiego.